# Together (album)
Together – album muzyczny duetu amerykańskich pianistów jazzowych Tommy'ego Flanagana i Kenny'ego Barrona nagrany 6 grudnia 1978 w Sound Ideas Studio w Nowym Jorku dla japońskiej wytwórni Denon, wydany w 1979 Japonii przez Jazz Heritage, a potem Denon (reedycja na CD m.in. w 1984).

## Muzycy
- Tommy Flanagan – fortepian
- Kenny Barron – fortepian

## Lista utworów
| 1. | "Dig" (Miles Davis)                      | 4:34  |
|    |                                          |       |
| 2. | "If I Should Lose You" (Ralph Rainger)   | 8:05  |
|    |                                          |       |
| 3. | "Stella By Starlight" (Victor Young)     | 5:54  |
|    |                                          |       |
| 4. | "I Can't Get Started" (Vernon Duke)      | 6:21  |
|    |                                          |       |
| 5. | "Darn That Dream" (Jimmy Van Heusen)     | 5:31  |
|    |                                          |       |
| 6. | "The Way You Look Tonight" (Jerome Kern) | 7:12  |
|    |                                          |       |
|    |                                          | 37:37 |
|    |                                          |       |

## Informacje uzupełniające
- Produkcja – Yosio Ozawa
- Inżynier dźwięku, remiksy – Jim McCurdy
- Asystent inżyniera dźwięku – Phil Faraci
- Nadzór realizacyjny – Norio Okada
- Tekst (nota) do płyty – Kazutomi Aoki
- Koordynacja produkcji – Tsutomu Ueno
- Łączny czas utworów – 37:37